# Craspediopsis necopina
Craspediopsis necopina är en fjärilsart som beskrevs av Louis Beethoven Prout 1938. Craspediopsis necopina ingår i släktet Craspediopsis och familjen mätare. Inga underarter finns listade i Catalogue of Life.